# 篠原信一
篠原信一（1973年1月23日—）是一名日本男子柔道运动员。他在2000年悉尼夏季奥林匹克运动会中，参加了男子柔道比赛并获得100公斤级银牌。